# 剑灵
《劍靈》是一款由韓國NCsoft公司開發的大型多人在線角色扮演遊戲（MMORPG），於2010年在韓國進行封閉測試。遊戲背景是根據中國風武侠和江湖文化制作，还有功夫比如内功和輕功。
在中國大陸，該遊戲由腾讯游戏代理，並於2013年11月28日正式開始不限號測試。而在2014年8月8日，陸服劍靈正式公測。
在台灣由NCsoft子公司吉恩立負責營運台服，於2014年10月23日開始封閉測試，並於2014年11月26日正式開始營運。

## 歷史
2008年1月，NCsoft繼研發線上遊戲大作《永恆紀元》（Aion）後，宣布將於2008年7月展示下一款大作——《Project M》。同年7月31日，在「NC media day 2008」中，NCsoft公佈了《Project M》正式定名為「Blade & Soul」。
次年8月7日，NCsoft在公司上半年財報發布會宣布《Blade & Soul》的封閉測試延至2010年。。直到2011年11月，騰訊才取得中國大陸的代理權，並命名為劍靈。
2012年6月21日，韓服劍靈公測。同年8月16日，中國大陸劍靈也開始鑑賞測試，採用韓服CBT2版本，過場CG已配音，NPC配音暫為韓語。10月29日，中國大陸不刪檔測試，採用韓服2.0版本。11月28日，中國大陸正式開啟不限號測試，新增燐劍士職業，開放成就系统。
2014年5月13日，劍靈日服開始內測，20日開始正式服務，并採用按月收費制度。
2014年8月8日，中國大陸服剑灵正式开启公测，并开启白青山脉版本。
2014年11月20日，台灣服OBT。
2015年10月30号，美欧服内测。
2015年12月16日，韓服改版開啟「建元成道」版本。
2016年1月19日，歐美服正式開放，购买礼包的玩家可提前3天进入游戏。
2016年12月14日，韓服改版開啟「西洛」版本。
2017年6月21日，台服改版開啟「西洛」版本。
2018年6月20日，台服改版開啟「天命宮」版本。
2019年6月19日，台服改版開啟「仙界」版本。
2021年9月15日，台服改版使用虛幻引擎4。
2023年1月18日，台服改版開啟「北方大陸」版本。

## 遊戲設定

### 種族
- 盡族：繼承玄武之魂
- 坤族：繼承遠古龍之魂
- 燐族：繼承麒麟之魂
- 乾族：繼承鳳凰之魂

|  | 한국어 | English | 中文 (台) | 中文 (陸) | 日本語 | Русский   | Tiếng Việt | ไทย |
|  | 진     | Jin     | 盡        | 人        | ジン   | Шэн (Жин) | Nhân       | จิน  |
|  | 곤     | Gon     | 坤        | 龙        | ゴン   | Ван (Гон) | Long       | กอน |
|  | 린     | Lyn     | 燐        | 灵        | リン   | Лин       | Linh       | ลิน  |
|  | 건     | Yun     | 乾        | 天        | クン   | Фэн (Кун) | Thiên      | ยุน  |

### 職業
|  | 한국어 | English           | 中文 (台) | 中文 (陸) | 日本語     | Русский               | Tiếng Việt   | ไทย          |
|  | 검사   | Blade Master      | 劍士      | 剑士      | 剣術士     | Мастер Клинка         | Kiếm Sư      | เบลดมาสเตอร์  |
|  | 기검   | Spirit Sword      | 氣劍      | 气剑      | 気剣       | Яростный клинок       | Khí Kiếm     | ดาบเพลิง      |
|  | 쾌검   | Singing Blade     | 快劍      | 快剑      | 快剣       | Быстрый клинок        | Khoái Kiếm   | ดาบฟ้าฟาด     |
|  | 어검   | Spectral Blade    | 御劍      | 御剑      | 御剣       | Клинок ливня          | Ngự Kiếm     | ดาบเทวาพิทักษ์  |
|  | 암살자 | Assassin          | 刺客      | 刺客      | 暗殺者     | Мастер Тени           | Sát Thủ      | แอสซาซิน      |
|  | 독영   | Serpent           | 毒影      | 毒影      | 毒影       | Ядовитая тень         |              | เงาพิษ        |
|  | 무영   | Shadow            | 無影      | 无影      | 無影       | Призрачная тень       | Vô linh      | เงาปลิดชีพ     |
|  | 암영   | Phantom           | 暗影      | 暗影      | 闇影       | Смертоносная тень     | Ám Linh      | เงานักฆ่า      |
|  | 기공사 | Force Master      | 氣功士    | 气功师    | 魔道士     | Мастер Стихий         | Pháp Sư      | ฟอร์ซมาสเตอร์  |
|  | 초열   | Flame             | 灼熱      | 灼热      | 炎熱       | Повелитель пламени    |              | เพลิงโลกันตร์   |
|  | 혹한   | Frost             | 酷寒      | 酷寒      | 極寒       | Повелитель льда       |              | หิมะเหมันต์     |
|  | 음양   | Lightning         | 陰陽      | 阴阳      | 陰陽       | Повелитель молний     |              | หยิงหยาง      |
|  | 역사   | Destroyer         | 力士      | 力士      | 滅砕士     | Мастер Секиры         | Cuồng Long   | เดสทรอยเยอร์  |
|  | 태산   | Stone Breaker     | 泰山      | 泰山      | 泰山       | Мощь земли            |              | ภูผาไร้ผ่าย     |
|  | 칠흑   | Reaper            | 漆黑      | 漆黑      | 漆黒       | Мощь тьмы             |              | พสุธาทมิฬ      |
|  | 쌍월   | Iron Will         | 雙月      | 双钺      | 双斧       | Двойная луна          | Song Nguyệt  | ทลายจันทรา    |
|  | 권사   | Kung Fu Master    | 拳士      | 拳师      | 拳鬪士     | Мастер Кунг-фу        | Võ Sư        | กังฟูมาสเตอร์   |
|  | 적호   | Dragon Fist       | 赤虎      | 赤虎      | 赤虎       | Красный тигр          |              | พยัคฆ์แดง      |
|  | 청룡   | Flying Kick       | 青龍      | 青龙      | 青龍       | Синий дракон          |              | มังกรคราม     |
|  | 흑랑   | Iron Claw         | 黑狼      | 黑狼      | 黒狼       | Черный волк           | Hắc Lang     | หมาป่าทมิฬ     |
|  | 소환사 | Summoner          | 召喚師    | 召唤师    | 召喚士     | Мастер призыва        | Triệu Hồi Sư | ซัมมอนเนอร์    |
|  | 조화   | Swarm             | 調和      | 和谐      | 調和       | Энергия природы       |              | กลมเลือน      |
|  | 자연   | Thorns            | 自然      | 自然      | 自然       | Гармония природы      |              | ธรรมชาติ      |
|  | 환상   | Fantasy           | 幻想      | 幻象      | 幻想       | Сила Фантазии         | Ảo ảnh       | บับเบิ้ลสตาร์    |
|  | 린검사 | Blade Dancer      | 燐劍士    | 灵剑士    | リン剣術士 | Мастер клинка линов   | Kiếm Vũ      | เบลด แดนเซอร์ |
|  | 풍운   | Spinning Storm    | 風雲      | 风云      | 風雲       | Сила шторма           | Phong Vân    | วายุเมฆา      |
|  | 섬광   | Thundering Blade  | 閃光      | 闪光      | 閃光       | Сила молнии           | Lôí Quang    | แสงแรก       |
|  | 귀검   | Grim Blade        | 鬼劍      | 鬼剑      | 鬼剣       | Клинок демона         | Quỷ Kiếm     | จอมปิศาจ      |
|  | 주술사 | Warlock           | 咒術師    | 咒术师    | 邪術士     | Мастер Духов          | Thuật Sư     | วอร์ลอค       |
|  | 왜곡   | Distortion        | 扭曲      | 扭曲      | 歪曲       | Искажение             |              | เวทย์กาลเวลา  |
|  | 저주   | Scourge           | 詛咒      | 诅咒      | 呪法       | Проклятие             |              | ยันต์คำสาป     |
|  | 사신   | Reaver            | 死神      | 弑神      | 死神       | Одержимость           |              | เงายมทูต      |
|  | 기권사 | Soul Fighter      | 乾坤士    | 气宗      | 双舞士     | Мастер Ци             | Khí Công Sư  | โซลไฟท์เตอร์   |
|  | 순환   | Enduring Strength | 金剛      | 金刚      | 金剛       | Сила Ци               | Kim Cang     | โซลแห่งเซน    |
|  | 금강   | Eternal Soul      | 循環      | 循环      | 循環       | Круговорот Ци         | Tuần hoàn    | โซลหมุนเวียน   |
|  | 천수   | Divine Hand       | 千手      | 千手      | 千手       | Баланс Ци             | Thiên Thủ    | หมัดเทวา      |
|  | 격사   | Gunslinger        | 槍擊士    | 枪手      | 銃擊士     | Мастер стрельбы       | Xạ Thủ       | โซลกันเเนอร์   |
|  | 포화   | Destruction       | 砲火      | 炮火      | 砲火       | Яростный стрелок      |              | กระสุนเทวา    |
|  | 마탄   | Undertaker        | 魔彈      | 魔弹      | 魔弾       | Темный стрелок        |              | กระสุุนจันทรา   |
|  | 투영   | Arsenal           | 投影      | 投影      | 投影       | Спектральный стрелок  |              | กระสุนไซเบอร์  |
|  | 투사   | Warden            | 鬥士      | 斗士      | 剛剣士     | Мастер Гнева          | Đấu Sĩ       | วอร์เดน       |
|  | 혈기   | Madness           | 血氣      | 血气      | 血気       | Неистовый воин        |              | ดาบโลหิต      |
|  | 선검   | Guardian          | 仙劍      | 仙剑      | 仙剣       | Праведный воин        | Thiên Kiếm   | ดาบศักสิทธิ์     |
|  | 염제   | Inferno           | 炎帝      | 炎帝      | 炎帝       | Пламенный воин        | Huyết Kiếm   | ดาบพิโรธ      |
|  | 궁사   | Zen Archer        | 弓箭手    | 弓手      | 弓奏士     | Мастер Лука           | Cung Thủ     | อาร์เชอร์      |
|  | 여명   | Lightbringer      | 黎明      | 黎明      | 黎明       | Стрелы света          | Bình Minh    | อินทรีสุริยัน     |
|  | 질풍   | Windpiercer       | 疾風      | 疾风      | 疾風       | Стрелы ветра          | Cuồng Phong  | เหยี่ยวสลาตัน   |
|  | 뇌격   | Thunderstrike     | 雷擊      | 惊雷      | 雷撃       | Стрелы молнии         |              |              |
|  | 천도사 | Astromancer       | 天道士    | 星术师    | 宙導士     | Мастер Небес          | Thiên Đạo Sư | สกายเซียร์     |
|  | 은하   | Starcaster        | 銀河      | 银河      | 銀河       | Астромант             | Ngân Hà      | ดาราทำนาย    |
|  | 우레   | Stormweaver       | 雷鳴      | 闪电      | 雷         | Громовержец           | Bão Sấm      | สายฟ้าคำราม   |
|  | 공학   |                   | 空學      |           |            | Техномант             |              |              |
|  | 쌍검사 | Dual Blades       | 雙劍士    | 双剑士    | 双剣術士   | Мастер парных клинков | Song kiếm    | ดูอัลเบลด      |
|  | 무극   | Shifting Blades   | 無極      | 疾剑      | 無極       |                       | Vô cực       | ดาบสามภพ     |
|  | 화무   | Lotus             | 花舞      | 华舞      | 花舞       |                       | Hoa vũ       | ดาบผกาศร     |
|  |        |                   |           | 无我      |            |                       |              |              |
|  | 악사   | Musician          | 樂師      | 乐师      | 楽士       | Мастер мелодий        | Nhạc sư      | บาร์ด         |
|  | 전율   | Divine            | 典律      | 战律      | 戦慄       | Трепет                |              | ทำนองเทพธิดา  |
|  | 선율   | Harmony           | 旋律      | 仙律      | 旋律       |                       | Nhạc phổ     | ทำนองสี่ฤดู     |
|  | 운율   |                   | 韻律      |           |            |                       |              |              |

## 主要劇情人物
（括号内为台服名称）

### 洪門
老么
遊戲的主角，同時是每位玩家操控及扮演的角色。
洪門派的最小的弟子，排行第六。眾人口中的「洪門最後的弟子」。
滅門之夜中秦熙妍挾持了倖存的老么以逼迫洪玄公交出歸天劍。洪玄公犧牲後，試圖報仇的老么被秦以墨焰擊入海中，後被道天風所救。

洪玄公
洪門派的掌門人，也是當年討伐魔皇的天下四傑之一，人稱「力王」。在退隱之後創立洪門，欲將一身武藝傳授給後人，並宣揚著持強扶弱的洪門精神。
滅門之夜中為了洪門最後的弟子（老么）性命而交出了歸天劍，最後死於秦熙妍手上。
無塵
洪玄公門下的二弟子。
為奪洪門神功秘籍而背叛同門，勾結想要奪取歸天劍的秦熙妍，使洪門一夕覆滅。
出生於大漠中的俞家村。原與父母、姐姐一同生活，但因為掌握大權的馬強將軍看上了他的姐姐，不惜強取豪奪，因姊姊的反擊使所有親人皆死於非命，父母的屍骨甚至還不得下葬的躺在村口。無塵則因在盛怒下殺死了一名軍人，為防被追捕而改名換姓。拜入洪門之下，就是想皆由習得洪門神功來獲得復仇的力量。
華仲
洪玄公門下的五弟子。
滅門之夜中僥倖逃出死劫，但脫逃時身染濁氣侵蝕生命，已來日無多。原希望在化成魔物前自我了斷，但在發現洪門最後的弟子（老么）仍存於世後，決意利用自己所剩不多的時間，好好引導生還的他。

### 魔皇陣營
魔皇
秦夕顏（秦熙妍）
一身黑衣的冷酷女子，魔皇代理人，風帝國太史，出生於西方大陸。
40年前因西方大陸受魔族入侵，雖幸運的未被濁氣污染，但被商團賣到古都做為奴隸，30年前被魔族襲擊古都受濁氣所傷。被「劍仙」飛月所救，用內力鎮壓住了濁氣，並收其為徒，而後發生一連串武神引起的悲慘事件與誤會，導致她走上復仇之路。天命祭失敗後，老么受飛月之託，將其濁氣淨化後變回少女模樣，由飛月帶回仙界照顧。
在第六幕的主線劇情中，為短髮雙辮子，身高近似燐族，道天風受飛月之委託，將年幼的熙妍託付給老么，歸於洪門派。
第十幕的主線劇情中，因天舞祭壇的真境巨劍產生變化，回歸成年樣貌，想起秦太史以後的事，隨同老么前往仙界。
幽蘭
身穿皮衣，手持短刀的妖豔女子。真實身分為蠍魔王，魔族軍師。原為都城內第一名妓，懷有身孕，後追隨武神，投身黑暗。
於30年前假扮東方大陸第一名妓，誘惑雲國三皇子──慶親王席光舉行天命祭，導致幽州古都覆滅（後世稱鬼都）。同時作為被濁氣污染的武神間諜，奉魔皇之命監視秦熙妍。
忽雷（克鵬）
身材龐大，手持巨斧的壯碩男子。真實身分為前雲國右將軍君馬炎的手下，於雲林院襲擊事件中保護君馬炎及南皇后殿下。
率領後來被稱為「失心徒」的巨靈峰軍參與風雲戰爭，戰後遭雲國朝廷因君馬炎謀反之故肅清。
後由秦熙妍復活，在其體內放入妖魔王；一連串事件之後恢復記憶，與逃出地牢的君馬炎一起對抗秦熙妍。

### 天下四傑
洪玄公
人稱「力王」。在退隱之後創立洪門，欲將一身武藝傳授給後人，並宣揚著持強扶弱的洪門精神。死於秦熙妍之手。歸仙後貌似隱居仙界仙日峰。
飛月
人稱「劍仙」。當年在鬼都收留秦熙妍的人，配有一把青藍色的「歸天劍」。受白青山脈的白青派景仰。
千甄拳（天盡拳）
人稱「武神」。南天國國王末代皇子，曾為南天國大將軍。曾因被王室嫡系猜忌陷害而接受黑暗。為了封印魔皇而犧牲了自己，後來歸來時內心已被魔皇佔據。
易云山（易山雲）
人稱「幻鬼」。多年前親手殺死飛月，遭秦熙妍失控所傷，內力流失，自覺擅於偽裝，後來被秦熙妍蠱惑的其兒子「一心」所殺，曾住過的永靈村亦被滅村。

### 御龍林
道天風
竹林村自警團團長。
年輕時曾是在洪玄公門下的弟子，但因擔心國家動盪而離開無日峰。於竹林村退隱後成立自警團，致力於保衛御龍林的安寧。
曾擔任雲國皇室警衛隊隊長。後來帝國叛亂，為了保護皇后南雪琳的女兒南素柔，而將她帶回竹林村，並收她為養女。
南素柔
道天風的養女，竹林村中最美麗的少女。因嚮往過著公主般的奢華生活，而與村長去串通殷狂一，背叛了竹林村，使竹林村慘遭衝角團攻擊。
實際上她真實身分就是失蹤的雲國公主。
第十一幕主線尾聲繼任雲國皇帝。
道無息
道天風的兒子，南素柔的義兄。
懦弱無能，又急公好義、好大喜功。曾被懷疑是勾結衝角團的內奸，但實際上還是站在自警團這邊。
百草居士（毒草居士）
精通毒草醫術和輕功的達人。
有兩名孫子，白楊跟白蘭。

### 衝角團
东天霸（海無盡）
衝角團東海艦隊艦長、火炮蘭的爺爺。
魔族入侵東海艦隊後，變成了塔伊坎。
火炮蘭
衝角團東海艦隊基地管理官、海無盡的孫女。
魔族入侵東海艦隊後，求助老么一同拯救遭到魔族侵蝕的衝角團，還有因此變成塔伊坎的爺爺。
啸四海（殷狂一）
衝角團南海艦隊支部長，對南素柔一往情深。
铁无存（鐵無愧）
衝角團提督，曾任雲國大將軍，一生致力於解救冥界的妻子，幫助老么前往西洛。

### 大漠
陈苏儿（秦瑟兒）
尋寶人頭領，身著比基尼上衣與皮草披肩，加上牛仔褲，以雙管步槍為武器。喜愛喝酒，但酒量不好。
實為雲國大官秦太平之女，蘇樑上也曾在其家中做過奴隸，其後秦太平遭到信任的部下趙成宇（之後風帝國的趙丞相）叛變殺死。
真昭蛾逃往北方後被李武洛所救，稱他為哥哥或是師父。
武林盟成員，因工作關係常與逍遙派衝突而與唐黎月不和。
花无痕（唐黎月）
「逍遙派」堂主，右眼帶著眼罩的女子。身穿開胸快至肚臍的紅色上衣，持劍作戰。
因為跟愛人蘇樑上吵架而大打出手後憤而跑出來創立這純男子幫派並率領他們在大漠中為非作歹，實則在她還在幫派內時還有2位女成員在內。
逍遙派原本是以吃喝玩樂為宗旨，但因副堂主的影響而使組織變質。後來更被副堂主篡位，唐黎月自己差點死於非命。
渾天教成員，與秦瑟兒不和。
秋湘玉（銳河浪）
土門客棧的老闆娘，為了尋找著姊姊的女兒而開客棧。鐵扇幫幫主，成員穿著皆與她相似。
身穿旗袍，武功高強，平時以一把鐵扇作戰，需要時會拿出拳套來作戰。經常來調解秦瑟兒跟唐黎月的紛爭。
後為了尋找姪女帶幫眾改到風帝國內開起風月館收集情報。
苏玲珑（蘇蓮花）
天氏一族的末代後人，為武神的傳人，被綠林盜大頭領蘇樑上收為養女，喜歡調皮搗蛋、順手牽羊。頭戴防風皮革眼鏡，銳河浪的姪女，雙親皆已不在世，親生父親天文靈戰死沙場，一家遭無影團背叛，母親銳思浪死於陶土林的蓮花湖。
後為幻影團成員。
武神三元老
分別為白雲禪師、赤雲禪師、青雲禪師，當年教導傳授武功給「武神」天盡拳的人。皆化名隱身於大漠。
王霸将军（馬強將軍）
擁有重兵、身居高位、壓榨人民、貪圖利益、愛好女色的男人，也因此身邊圍繞著許多的愛拍馬屁的人，好漁色關係護衛皆為女子。是當年讓無塵家破人亡的罪魁禍首，使無塵踏上追求力量的復仇之路。
後來在搶奪武神秘寶時，被秦熙妍所殺。

### 風帝國
王博宗（君馬炎）
前任風帝國皇帝，第四幕主線尾聲，傳位給女兒-君馬惠。前雲國上將軍。
南雪琳
前雲國皇后，為南素柔的母親，也是君馬惠的母親。
王婉茹（君馬惠）
風帝國公主。武功為秦熙妍所教，而後為抵抗秦太史異常干政，而組成敬天盟對抗帝國軍。前敬天盟盟主，第四幕主線尾聲繼任風帝國皇帝。
郑忠胜（程河道）
公主護衛隊長。公主的左右手、有風國第一劍聖之稱。前敬天盟護衛隊長，現任風帝國皇室警衛隊長。
柳天
帝國軍首都警備隊隊長。現任風帝國大將軍。
苏向阳（蘇樑上）
綠林盜大頭領。從小和生病的母親在秦太平家做官奴，幼時曾受過秦熙妍的幫助，原來單純的事件在武神背後的計劃下，也因此讓飛月觸犯了天條和律法，而後蘇樑上之母仍被雲國官兵虐待死亡，蘇樑上逃出後，決心創造一個平等的世界，多年後他成為了綠林盜大頭領，與官兵對抗，期間認識了天文靈也收留了還是嬰兒的蘇蓮花當養女。因養女關係而與愛人唐黎月大打出手又不知如何挽回她開始過著與官兵做對的生活。
陸孫
人稱野皇，武功已達到墮魔境界，禾武幫的創始人，將幫主之位讓給李武洛後從此隱居，傳說有人在漁人洞看過他，也有傳聞在武神塔見過他的身影，說法眾說紛紜，與老么一樣，身上附有墨焰之傷，需借助飲酒才能暫且忘卻墨焰之痛苦。有二位弟子周瑜,海孫。

### 雲國
岳太后
雲國皇后，道天風曾多次向老么提到她的名字，岳太后為了當上雲國皇后，誣陷君馬炎叛變，疑似與黑龍教勾結。
陈太平（秦太平）
雲國大官，秦瑟兒父親，雲國動盪期間遭到信任的部下趙成宇叛變殺死，後被魔教復活，充當黑龍教主。

### 西洛
秦諦延
繼承吳斐漣天女職位
史旻映
天女秦諦延的守護巫女
虛名

### 仙界
血牢豬
前身為豬豬農場紅豚族靈獸，現任仙界仙河村村長

### 逆天會

#### 李斗江
逆天會東部支部長

#### 石司言
逆天會第三融合所所長

### 幻影團
端木蓮
蘇蓮花

### 南天國
在雲國還未建國前就有的國度，曾經統一過四大陸，已滅國千年。
無影團
南天國滅國後依然守護著南天國的皇室秘密與寶物。
無影團護法會
由南天國五位長老組成的護法會，長老們會使用南天國古老的秘術-隔離術，在天元島被濁氣汙染（改稱破天聖島）的那天之後，一直進駐在破天聖島上，與黑暗之力抗衡。

### 八部奇才
與秦熙妍對立的八位掌門高手，持續幫助洪門最後的弟子，相信他能打敗秦熙妍。最後為救深受濁氣傷害的老么，七位奇才解放自身所有內力注入，變成石像。
乾魔
代表「乾」，外號「北斗劍聖」的劍士，隸屬武林盟白青派。幼時認識秦熙妍，至始至終仍相信秦熙妍與飛月一事有隱情。
兌王
代表「兑」，外號「南道拳豪」的拳士，隸屬渾天教南道派。
艮墓月
代表「離」，外號「染血之心」的刺客，隸屬渾天教黑蛇門。
辰雄
代表「震」，外號「破輪星」的力士，隸屬渾天教寒坤派。
坤冥
代表「巽」，外號「氣震蒼穹」的氣功士，隸屬武林盟道玄門。
坎魔燈
代表「坎」，外號「黑風術士」的召喚士，隸屬渾天教明幻派。
孫盼
代表「艮」，外號「雙扇咒仙」的咒術士。
小名宙黎兒，隸屬武林盟崑崙派，崑崙派末裔，因父親被秦熙妍所殺而加入八部奇才為父報仇，某次戰鬥中幫助其他七名奇才逃亡，而死於秦熙妍之手。
被黑龍教復活後的名號為「黑風魔女」，遊戲首次登場於雪獄宮，長期在雲國行動，欲收齊歸天劍碎片開啟天界之門召喚某人對抗魔族與天盡拳，實則也是被天盡拳利用的棋子，計畫失敗後逃離。
李武洛
代表「坤」，外號「神妙」的槍手，隸屬武林盟彈藥寺，前禾武幫幫主，曾在雪地救過秦瑟兒。

### 八部奇才的後裔
简祥（簡翔）
外號「青雲劍」，隸屬武林盟白青派，為八部奇才乾魔的徒弟，出生於丐幫。
泰廣
外號「南道鐵拳」，隸屬渾天教南道派，為八部奇才兌王之子。
南宫载（南宮先載）
隸屬武林盟道玄門，為八部奇才坤冥同父異母的弟弟。
离（殷惡）
隸屬渾天教黑蛇門，為八部奇才艮墓月的師妹，立志繼承師姐第一殺手的名號。
胡越靈
隸屬渾天教寒坤派，為八部奇才辰雄的師弟。
天動（雷動）
隸屬渾天教明幻派，為八部奇才坎魔燈的師弟。
陳蘇兒（秦瑟兒）
隸屬武林盟彈藥寺，與李武洛關係匪淺。

## 相關
- 《劍靈2》

## 外部連結
- 官方网站：韓國、中國大陸、台灣